# Ventilago madaraspatana
Ventilago madaraspatana är en brakvedsväxtart som beskrevs av Joseph Gaertner. Ventilago madaraspatana ingår i släktet Ventilago och familjen brakvedsväxter. Inga underarter finns listade i Catalogue of Life.